# Homosclerophorida
De Homosclerophorida vormen een orde binnen de klasse der Homoscleromorpha. Deze orde bevat een 30-tal soorten.

## Families
- Plakinidae Schulze, 1880
- Oscarellidae Lendenfeld, 1887